# Provence (1913)

El Provence fue un acorazado de la Armada francesa construida en la década de 1910, nombrado en honor de la región francesa de Provenza. Fue miembro de la Clase Bretagne c , junto a sus dos naves hermanas, Bretagne y Lorena. La quilla del Provence fue colocada el 1 de mayo de 1912 en el Arsenal de Lorient, fue botado en abril de 1913, y comisionado en la armada en marzo de 1916, después del estallido de la I Guerra Mundial. Estaba armado con una batería principal de diez cañones de 340 mm y tenía una velocidad máxima de 20 nudos (37 km/h).

## Diseño
Fue construido en el Arsenal de Lorient, su quilla fue puesta en grada el 1 de mayo de 1912, fue botado el 20 de abril de 1913, y completado en junio de 1915; siendo comisionado en la Armada francesa el 1 de marzo de 1916. La nave tenía 166 m de eslora, 26,9 m de manga y un calado de 9,8 m. Desplazaba alrededor de 25 000 toneladas métricas a plena carga y tenía una tripulación de entre 1124 y 1133 oficiales y marinería. Estaba propulsado por cuatro turbinas Parsons de vapor con dieciocho calderas Belleville, que producían una potencia de 29 000 cv al eje (22 000 kW) y proporcionan una velocidad máxima de 20 nudos (37 km/h; 23 mph). Podía almacenar 2680 t de carbón.
Al igual que sus gemelos, el Provence estaba armado con diez nuevos cañones de 340 mm/45 Modèle 1912 como armamento principal, procedentes de los acorazados cancelados de la clase Normandie, dispuestos en torretas dobles, dos sobre la línea de crujía a popa con la más cercana al puente elevada, otras dos en la misma situación a proa, y una también sobre la línea de crujía a mitad del buque, que podía disparar a ambas bandas, pero no en caza ni en retirada. La batería secundaria consistía en veintidós cañones de 138 mm Modèle 1910 en casamatas a lo largo de la longitud del casco; siete de 47 mm  Hotchkiss , dos en la torre de mando y uno en el techo de cada torreta El barco también estaba armado con cuatro tubos lanzatorpedos sumergidos de 450 mm. Con respecto a su blindaje, el cinturón principal de la nave era de 270 mm de espesor y la batería principal estaba protegida por hasta 300 mm de blindaje. Las paredes de la torre de mando tenían 314 mm de espesor.

## I Guerra Mundial
Después de entrar en servicio en 1916, el Provence y los otros dos acorazados de su clase fueron asignados a la 1.ª División del 1.er Escuadrón de Batalla, con el Provence como buque insignia. Los tres barcos permanecieron en la unidad el resto de la guerra. Pasaron la mayor parte de su tiempo en Corfú con la misión de evitar que la flota austro-húngara intentara salir del mar Adriático. La presencia de la flota tenía también la intención de intimidar a Grecia, que se había vuelto cada vez más hostil a la Triple Entente. Más adelante algunos tripulantes fueron extraídos de los buques y destinados en barcos dedicados a la guerra antisubmarina. Como la flota austro-húngara en gran medida permanecido en puerto durante la duración de la guerra, el Provence no vio acción alguna durante el conflicto; de hecho, no dejó el puerto en absoluto durante el año 1917. En abril de 1919 regresó a Tolón. Fue enviado al mar Negro para unirse a las operaciones contra los bolcheviques. El 19 de abril de 1919 la tripulación de los barcos franceses estacionados en Crimea se amotinó, oponiéndose a la intervención francesa en contra de los bolcheviques, produciéndose los sucesos denominados motines del mar Negro .En octubre de 1919 el Provence y el Lorena zarparon hacia Constantinopla, donde formaron el núcleo del Escuadrón del Mediterráneo Oriental.
En junio de 1921, el Provence y el Bretagne fueron a Le Havre para una revista naval, estado de regreso en Tolón en septiembre. En 1922, el Provence y el Lorena fueron puestos en reserva, dejando al Bretagne como único miembro de su clase en servicio. Mientras estaba fuera de servicio, el Provence experimentó una modernización significativa; los trabajos duraron desde el 1 de febrero de 1922 hasta el 4 de julio de 1923, y se llevaron a cabo en Tolón. Se mejoró el armamento del buque; a sus cañones de 305 mm se les dio mayor elevación para aumentar su alcance, le fueron instalados cuatro cañones antiaéreos de 75 mm Mod. 1897 en la superestructura delantera; así como se añadieron un pesado mástil con forma de trípode, una dirección de tiro y un telémetro para los cañones antiaéreos.
Se realizaron otras modificaciones entre el 12 de diciembre de 1925 y el 11 de julio de 1927. La elevación de la batería de cañones principales se incrementó de nuevo, se eliminó el cinturón de la sección de proa, y la mitad de sus calderas se convirtieron para poder quemar fueoil. Una tercera y última modernización comenzó el 20 de septiembre de 1931 y duró hasta el 20 de agosto de 1934. El resto de las calderas de carbón fueron reemplazadas por seis calderas Indret de petróleo, también se instalaron nuevos motores para las torres de las baterías principales, junto con ocho nuevos cañones antiaéreos de 75 mm. Después de salir de la remodelación, el Provence y el Bretagne fueron asignados al 2.º Escuadrón del Atlántico. Allí realizaron juntos ejercicios con la flota en las Azores, Madeira y Marruecos. Los dos buques participaron en un crucero de instrucción a África en 1936. En agosto, estaban involucrados en las patrullas de no intervención tras el estallido de la guerra civil española; estas patrullas se prolongaron hasta abril de 1937.

## Segunda Guerra Mundial
Con el estallido de la Segunda Guerra Mundial en septiembre de 1939, el Provence zarpó hacia Tolón junto con el Bretagne encuadrados en el 2.º Escuadrón, con el Provence como buque insignia del Vicealmirante Ollive. El 21 de octubre, entró en dique seco para el mantenimiento periódico, que duró hasta el 2 de diciembre. Dos días después, el Provence y el Bretagne, junto con numerosos cruceros y destructores, zarpan hacia Dakar para proteger las rutas comerciales francesas en la zona del África occidental y las Azores. A mediados de mes, los buques de guerra franceses regresaron a puerto.
El Provence fue enviado a Casablanca, donde se unió a la Fuerza Y. La unidad realizó varias redadas infructuosas en el Atlántico. Mientras que en Gibraltar resulta dañado y obligado a regresar a Tolón para efectuar reparaciones. En el camino, interceptó al buque de pasajeros italiano Oceanía; el Provence lo envió a Marsella para que pudiera ser inspeccionado por sospechar trasportaba contrabando. El 24 de enero de 1940 zarpa hacia Orán, y luego regresó a la Fuerza Y en Dakar. La Fuerza Y es trasladada a Orán el 11 de abril, llegando cinco días después. El 27 de abril, el Provence, sus dos gemelos y varios cruceros fueron trasladados a Alejandría. El 18 de mayo, el Provence y el Bretagne volvieron a Mers el Kebir.
Tras la rendición francesa el 22 de junio, la flota francesa debía ser desarmada bajo supervisión alemana e italiana, en los términos del armisticio. Al alto mando británico, sin embargo, le preocupaba que las potencias del Eje se apoderaran de los barcos franceses y los pusieran a su servicio. Con el resultado de que las marinas de guerra del Eje superarían en número a los efectivos de la Royal Navy. El primer ministro Winston Churchill, por tanto, ordenó el vicealmirante James Somerville, comandante de la Fuerza H neutralizar la flota francesa surta en Mers-el-Kebir. Se le encargó presentar unas condiciones: los buques franceses se unirían a los británicos como parte de la flota de la Francia Libre , internarlos en las posesiones francesas de la Martinica, trasladarlos a los Estados Unidos que en aquel entonces permanecían neutrales o que los propios tripulantes franceses echaran a pique sus buques; en caso contrario serían atacados y hundidos. El 3 de julio, Somerville entregó el ultimátum. Después de 10 horas de discusiones y debido al rechazo francés a cualquier parte del ultimátum, los barcos británicos abrieron fuego
El Provence resultó dañado por el fuego de artillería de la flota británica durante el ataque, se incendio y hundió en las aguas someras del puerto. El barco fue posteriormente reflotado y reparado temporalmente, el 5 de noviembre fue trasladado a Tolón, llegando el día 8 y allí fue reparado. A partir del 1 de enero de 1942, el Provence se convirtió en el buque insignia de la División de Formación pero cuando  el 27 de noviembre el ejército alemán ocupó Tolón y para evitar que se apoderaran de la flota allí atracada, incluyendo el Provence, los franceses echaron a pique la mayoría de las unidades para que no fueran capturadas. En ese momento, el Provence estaba amarrado junto al antiguo pre-dreadnought Condorcet y el portahidroaviones Comandant Teste.
El 11 de julio de 1943 el Provence fue reflotado por los alemanes y su armamento principal de 340 mm fue retirado para ser usado como artillería de costa en la batería formada por dos casamatas con dos piezas cada una, llamada por los aliados "Big Willie": un enclave reforzado en el lado norte del Cap Cépet en las cercanías del pueblo de Saent-Mandrier-sur-Mer  en las afueras de Tolón. Adicionalmente, los cañones, fueron fortificados con placas de blindaje pesado dentro de la roca. En 1944, "Big Willie" mantuvo numerosos enfrentamiento con unidades navales aliadas, incluido el acorazado francés Lorraine, buque gemelo del Provence, y tras varios días de enfrentamiento, fue finalmente silenciada, y tomada. En abril de 1949 fue reflotado y finalmente desguazado.

## Galería

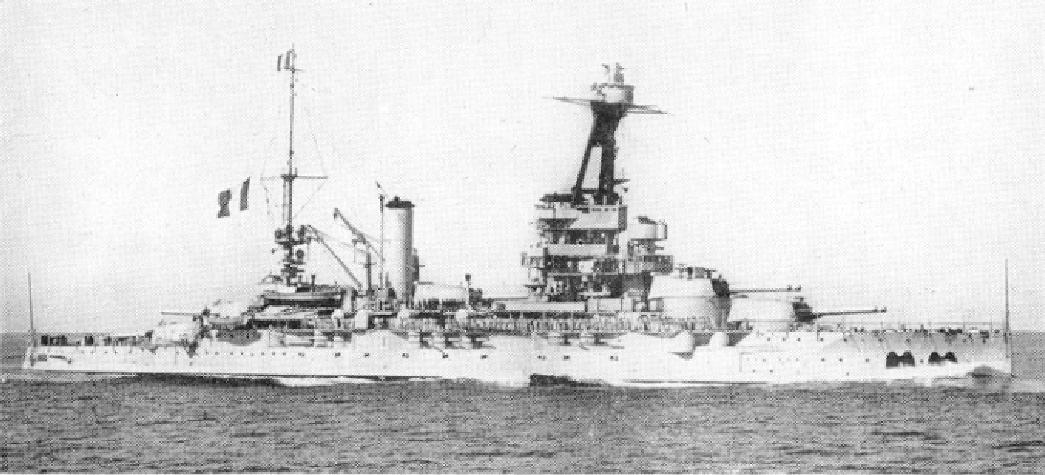
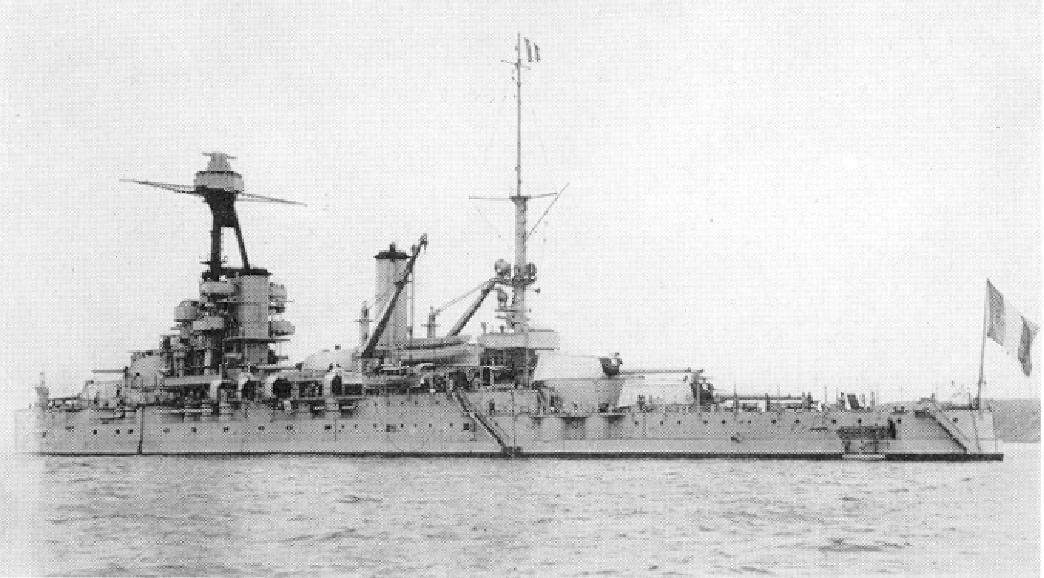
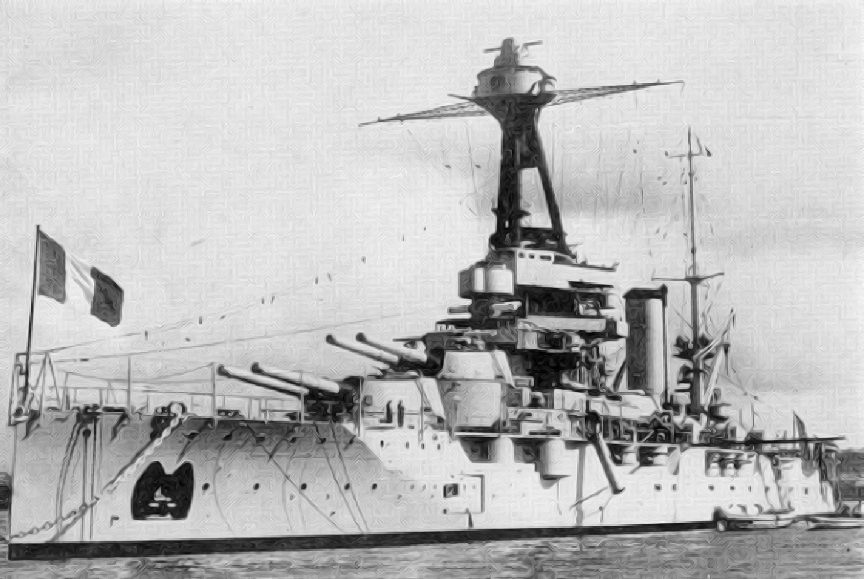
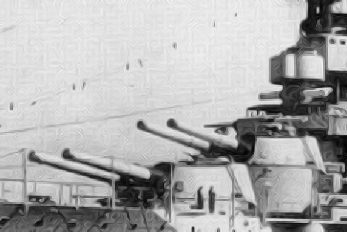

- Wikimedia Commons alberga una categoría multimedia sobre Provence.